# Filmstudio Mon Amour
Filmstudio Mon Amour è un film documentario del 2015 diretto da Toni D'Angelo.

## Trama
"C'erano una volta i mitici cineclub che per le ragazze e i ragazzi degli anni Settanta sono stati un luogo importante di amicizia, di cultura e di vita…" è così che via via, mediante il contributo e le testimonianze di Bernardo Bertolucci, Jonas Mekas, Nanni Moretti, Vittorio Taviani, Carlo Verdone, Adriano Aprà, Armando Leone, Alvin Curran, Alfredo Leonardi, Giovanni Lussu, Tonino De Bernardi, Mimmo Rafele, Pierluigi Farri, Giancarlo Guastini, Bruno Restuccia, Wim Wenders, Silvana Silvestri, Cristina Torelli, Roberto Silvestri, Marco Bellocchio, Goffredo Fofi, viene raccontato Filmstudio, cineclub romano, trasteverino, aperto nel 1967 da Americo Sbardella e Annabella Miscuglio, ancora oggi attivo, da cui sono passate generazioni di cinefili e registi, dagli artisti underground anni '60 all'esordiente Nanni Moretti a, oggi, Toni D'Angelo.

## Produzione
Prodotto da Francesco Castaldo per International Madcast, Armando Leone per Associazione Culturale Filmstudio, Gaetano Di Vaio per Bronx Film, Valeria Correale per Terranera, Gianluca Curti per Minerva Pictures.

## Riconoscimenti
- Presentato alla Festa del Cinema di Roma 2015 nella sezione "Hidden city"
- Vincitore del Nastro d’argento, assegnato dal Sindacato Nazionale Giornalisti Cinematografici Italiani (SNGCI)